# Павел Пардо
Павел Пардо (на испански: Pável Pardo) е мексикански футболист, опорен халф. Той е капитан на мексиканския гранд Клуб Америка. От 1996 г. е част от  националния отбор на Мексико. Шампион на Германия през 2007 в състава на Щутгарт.